# Kenji Yamada
Kenji Yamada (山田 賢二 Yamada Kenji?), född 15 mars 1989 i Hokkaido prefektur, är en japansk fotbollsspelare.
Yamada började sin karriär 2011 i Vanraure Hachinohe. Han spelade 191 ligamatcher för klubben. Han avslutade karriären 2019.